# تسوگتبازارین اینخجارگال
تسوگتبازارین اینخجارگال (مغولی: Цогтбазарын Энхжаргал؛ زادهٔ ۶ آوریل ۱۹۸۱) کشتی‌گیر اهل مغولستان است.